# Stratégie des cinquante États
 (mars 2024).
Dans le contexte de la politique américaine, une stratégie des cinquante États (en anglais fifty-state strategy) est une stratégie politique qui vise le progrès dans tous les États des États-Unis d'Amérique, plutôt que de reconnaître certains États comme « impossibles à gagner ». Dans une campagne présidentielle, elle est généralement mise en œuvre comme un appel à une large base du public américain pour tenter de gagner, même marginalement, chaque État, car même une victoire marginale est en réalité une victoire totale à des fins électorales. Le nom peut également faire référence à une stratégie globale à long terme pour un mouvement politique tel qu'un parti politique.
Cette stratégie est très ambitieuse et, lorsqu’elle est utilisée pour une élection spécifique, elle est généralement abandonnée à mesure que le jour du scrutin approche. Dans presque tous les États, remporter le vote populaire pour un président ou un sénateur – même avec une petite marge – signifie que la totalité de la représentation de l'État à l'élection revient au vainqueur sans être divisée. Une stratégie des cinquante États nécessite une campagne visant à dépenser des ressources précieuses dans les États les plus forts d'un rival, alors que ces ressources pourraient plutôt être concentrées dans États-pivots (swing states) qui deviendraient une victoire totale ou une perte totale basée sur seulement une petite différence dans les votes populaires.

## Tentatives

### Réussies
Un président a remporté tous les États trois fois. En 1788 et 1792, George Washington remporta tous les votes électoraux sans opposition, et en 1820, James Monroe, se présentant sans opposition, remporta les vingt-trois États de l'union à cette époque (bien qu'un vote électoral ait été exprimé pour John Quincy Adams et que deux électeurs soient décédés avant de voter).
Une victoire complète dans les cinquante États n’a jamais encore été obtenue depuis que le cinquantième État a été admis dans l’union, bien qu’il y ait eu plusieurs victoires écrasantes :
- En 1964, Lyndon B. Johnson a été vainqueur dans 44 États sur 50, ne perdant que l'Arizona, la Louisiane, le Mississippi, l'Alabama, la Géorgie et la Caroline du Sud. Il a remporté 61,1 % des suffrages exprimés, un record depuis la réélection incontestée de James Monroe.
- En 1972, Richard Nixon a été vainqueur dans 49 États, ne perdant que l'État du Massachusetts.
- En 1984, Ronald Reagan a également été vainqueur dans 49 États, ne perdant que le Minnesota, l'État d'origine de son rival, où il fut battu par 4 000 voix et une marge de 0,18 %.

Nixon et Reagan ont tous deux également perdu le District de Columbia, qui élit des grands électeurs présidentiels depuis le vingt-troisième amendement en 1961.

### Infructueuses
En 1960, lors de la première élection présidentielle après l'admission de l'Alaska et d'Hawaï, Richard Nixon s'est engagé à visiter les 50 États après sa nomination à la Convention nationale républicaine. Nixon a été battu aux élections générales par le démocrate John F. Kennedy, lors de l'une des campagnes présidentielles les plus serrées de l'histoire américaine. De nombreux observateurs et commentateurs au cours des années suivantes, comme Larry Sabato, ont critiqué l'engagement de Nixon de cinquante États comme un facteur de sa perte, suggérant qu'il l'a forcé à accorder moins d'importance aux États proches. Huit ans plus tard, en 1968, Nixon se présente à nouveau à la présidence et remporte une course à trois contre le démocrate Hubert Humphrey et le candidat indépendant George Wallace. Sa réussite en visitant tous les États lors de sa campagne précédente a fait de Nixon le premier président à accomplir cette tâche, mais pas au cours d'une campagne gagnante.

### Résultats mitigés
Howard Dean a explicitement poursuivi une « stratégie des cinquante États » en tant que président du Comité national démocrate, consacrant des ressources à la construction d'une présence du Parti démocrate même là où on pensait que les démocrates avaient peu de chances de remporter des postes fédéraux, dans l'espoir de faire élire les démocrates aux postes locaux et étatiques, et une sensibilisation accrue des démocrates dans des domaines précédemment concédés, qui se traduiraient par des succès croissants lors des prochaines élections. Les démocrates qui ont soutenu la stratégie ont déclaré que l'abandon des « États rouges » comme causes perdues ne faisait que permettre au Parti républicain de se renforcer encore plus dans les domaines où il n'était pas contesté, ce qui se traduisait par des pertes déséquilibrées pour les démocrates dans encore plus de courses.
Lors de l'élection présidentielle de 2008, Barack Obama a tenté une forme de stratégie des cinquante États pour atteindre les États rouges profonds et tenter de les renverser. Cela reposait en grande partie sur l'appel d'Obama lors des primaires dans des États très républicains, comme ceux du Sud profond et des Grandes Plaines. En septembre, Obama a revu à la baisse sa stratégie des cinquante États, abandonnant l'Alaska et le Dakota du Nord et réduisant les effectifs en Géorgie et au Montana. Le choix par John McCain de Sarah Palin comme colistière a rendu très improbable la victoire de l'Alaska pour Obama, et elle bénéficiait également d'un fort soutien dans le Dakota du Nord. Obama a finalement réussi à remporter la Virginie et l'Indiana, deux États qui n'avaient pas voté démocrate depuis 1964, ainsi que la Caroline du Nord, remportée pour la dernière fois par un démocrate en 1976. La Virginie est depuis devenue un État démocrate fiable. De plus, les marges de victoire dans le Dakota du Nord, en Géorgie et au Montana étaient considérablement plus étroites qu'elles ne l'avaient été en 2004.